# Willigard Kultz
Schwester Willigard Dinasevika Kultz DSS (* als Anna Kultz am 26. Mai 1931 in Herten-Bertlich; † 6. Mai 2010 in Bangalore, Indien) war Generaloberin der Dinasevanasabha – Dienerinnen der Armen.

## Leben
Als Anna Kultz geboren, trat sie 1951 in den Orden der Olper Franziskanerinnen ein. 1975 verließ sie ihren Orden und kam in Indien ihrer kranken Freundin Petra Mönnigmann zu Hilfe., abgerufen am 9. Mai 2024. Sie widmete sich insbesondere den mit HIV infizierten und an AIDS erkrankten Kinder und Frauen. Von 1976 bis 1989 war sie Generaloberin der Dienerinnen der Armen. Ihre besondere Aufmerksamkeit gehörte der Betreuung von HIV-infizierten Kindern.
Am 25. August 2007 wurde sie für ihre außerordentlichen Verdienste und ihren selbstlosen Einsatz mit dem Verdienstkreuz am Bande des Verdienstordens der Bundesrepublik Deutschland geehrt.